# 蜥肩鰓䲁
蜥肩鰓䲁（學名：Omobranchus anolius），為輻鰭魚綱鳚形目䲁科肩鰓䲁屬的一種，分布於西太平洋澳洲東部海域，從卡奔塔利亞灣至南澳大利亞斯賓塞灣，體魚體延長，略側扁，頭短鈍，雄魚頭部有明顯的冠膜，並有長絲狀的背鰭條，背、臀鰭不與尾鰭相連，體色橄欖綠，身體兩側有黑色斑點和細小的藍色或黑色線條，頭部有細小的淺色波浪線，體長可達7.5公分，棲息在水淺的河口區，通常躲在牡蠣空殼中，雌魚產附著性卵，雄魚有護卵行為，幼魚為浮游性，生活習性不明。